# Guillaume IX de Montferrat
Pour les articles homonymes, voir Guillaume de Montferrat.
Guillaume IX de Montferrat, également appelé Guillaume IX Paléologue (en italien Guglielmo IX del Monferrato) (né le 10 août 1486 et mort le 4 octobre 1518) était un noble italien de la Renaissance, marquis de Montferrat. 

## Biographie
Guillaume IX est le fils de Boniface III (1424-1494), et de Marija Branković (1466-1495), il succède à son père à sa mort.
Il poursuit la politique favorable au royaume de France de son prédécesseur et épouse le 31 octobre 1508, dans l'église du Saint-Sauveur de Blois, la princesse Anne d'Alençon, fille de René d'Alençon, duc d'Alençon, et de Marguerite de Lorraine-Vaudémont.
Guillaume assure la protection des troupes françaises pendant leur retraite de Milan en 1513 et pour éviter des représailles de Maximilien Sforza il est contraint de lui verser 30 000 écus.
Les accords avec Maximilien ne sont pourtant pas respectés et ses troupes pénètrent dans le Montferrat et saccagent plusieurs cités. A la même époque, informé de la tentative de leur parent éloigné Oddone, marquis d'Incisa, de s'emparer du  Montferrat, Guillaume s'avance vers bourg d'Incisa et l'occupe en 1514, il annexe le territoire à son marquisat et condamne à mort Oddone et le fils de ce dernier, Badone.
Ces condamnations génèrent contre Guillaume une violente réaction du Saint-Empire romain germanique soutien d'Incisa, qui, décrète nulle l'annexion du territoire d'Incisa, ordonnant au Paléologue de se soumettre à sa justice. La mort du marquis survient en 1518, et ses enfants sont placés sous la régence de leur mère Anne d'Alençon.

## Postérité
Guillaume IX de Montferrat et Anne d'Alençon ont trois enfants : 
1. Marie (1509-1530) qui épouse en 1517 à Casale Monferrato, Frédéric II de Gonzague. Ce dernier veut faire dissoudre le mariage, car la jeune épouse n'est âgée que de 8 ans toutefois l'annulation de l'union n'est prononcée que peu avant la mort de Marie ;
2. Marguerite (1510-1566) épouse le 3 octobre 1531 Frédéric II de Gonzague éphémère époux de sa sœur ;
3. Boniface IV (1512-1530).

## Source
- (it) Cet article est partiellement ou en totalité issu de l’article de Wikipédia en italien intitulé « Guglielmo IX del Monferrato » (voir la liste des auteurs)..